# العلاقات التشيكية الإندونيسية
العلاقات التشيكية الإندونيسية هي العلاقات الثنائية التي تجمع بين التشيك وإندونيسيا.

## مقارنة بين البلدين
هذه مقارنة عامة ومرجعية للدولتين:
| وجه المقارنة                                              | التشيك                                                                            | إندونيسيا         |
| --------------------------------------------------------- | --------------------------------------------------------------------------------- | ----------------- |
| المساحة (كم2)                                             | 78.87 ألف                                                                         | 1.90 مليون        |
| عدد السكان (نسمة)                                         | 10.52 مليون                                                                       | 263.99 مليون      |
| الكثافة السكانية (ن./كم²)                                 | 133.38                                                                            | 138.94            |
| العاصمة                                                   | براغ                                                                              | جاكرتا            |
| اللغة الرسمية                                             | اللغة التشيكية                                                                    | اللغة الإندونيسية |
| العملة                                                    | كرونة تشيكية، كرونة تشيكوسلوفاكية                                                 | روبية إندونيسية   |
| الناتج المحلي الإجمالي (بليون دولار)                      | 215.73 مليار                                                                      | 1.02 تريليون      |
| الناتج المحلي الإجمالي (تعادل القوة الشرائية) بليون دولار | 356.15 مليار                                                                      | 2.85 تريليون      |
| الناتج المحلي الإجمالي الاسمي للفرد دولار أمريكي          | 17.55 ألف                                                                         | 3.35 ألف          |
| الناتج المحلي الإجمالي للفرد دولار أمريكي                 | 31.19 ألف                                                                         | 10.52 ألف         |
| مؤشر التنمية البشرية                                      | 0.878                                                                             | 0.684             |
| رمز المكالمات الدولي                                      | +420                                                                              | +62               |
| رمز الإنترنت                                              | .cz                                                                               | .id               |
| المنطقة الزمنية                                           | ت ع م+01:00، ت ع م+02:00، توقيت وسط أوروبا، توقيت وسط أوروبا الصيفي، أوروبا/براغ ‏ |                   |

## منظمات دولية مشتركة
يشترك البلدان في عضوية مجموعة من المنظمات الدولية، منها:
| علم المنظمة | اسم المنظمة                               | تاريخ انضمام التشيك | تاريخ انضمام إندونيسيا |
| ----------- | ----------------------------------------- | ------------------- | ---------------------- |
|             | مؤسسة التنمية الدولية                     | 1993                | 20 أغسطس 1968          |
|             | يونسكو                                    | 22 فبراير 1993      | 27 مايو 1950           |
|             | مؤسسة التمويل الدولية                     | 1993                | 23 أبريل 1968          |
|             | منظمة حظر الأسلحة الكيميائية              | ?                   | ?                      |
|             | الأمم المتحدة                             | 19 يناير 1993       | 28 سبتمبر 1950         |
|             | الاتحاد الدولي للاتصالات                  | 1993                | 1949                   |
|             | منظمة الشرطة الجنائية الدولية             | ?                   | 5 أكتوبر 1954          |
|             | البنك الدولي للإنشاء والتعمير             | 1993                | 13 أبريل 1967          |
|             | الاتحاد البريدي العالمي                   | ?                   | ?                      |
|             | المركز الدولي لتسوية المنازعات الاستشارية | 22 أبريل 1993       | 28 أكتوبر 1968         |
|             | وكالة ضمان الاستثمار متعدد الأطراف        | 1993                | 12 أبريل 1988          |
|             | منظمة التجارة العالمية                    | ?                   | ?                      |
|             | الفريق المعني برصد الأرض                  | ?                   | ?                      |

## وصلات خارجية
- موقع وزارة الخارجية التشيكية
- موقع وزارة الخارجية الإندونيسية